# Władysław Krzemiński
Władysław Krzemiński właśc. Władysław Wetzstein (ur. 19 marca 1907 w Krakowie, zm. 6 października 1966 w Warszawie) – polski reżyser i aktor teatralny, dyrektor teatrów, literat, tłumacz oraz wykładowca akademicki.

## Życiorys
Syn antykwariusza Szymona Wetzsteina i Hendli z Dringerów. Ukończył Gimnazjum im. Augusta Witkowskiego w Krakowie i przez dwa semestry studiował architekturę w Brnie. W latach 1926–1928 uczył się w krakowskiej Miejskiej Szkole Dramatycznej, a w 1929 roku uczęszczał do Oddziału Dramatycznego przy Konserwatorium Muzycznym w Warszawie (używając już wówczas nazwiska Krzemiński). W 1930 roku przebywał w Berlinie, gdzie praktykował u Maxa Reinhardta. Po powrocie do Krakowa zainicjował powstanie Studia Młodych Aktorów, któremu nadano nazwę Studio 30 - Pierwsza Grupa Niezależnych. Grupie nie udało się wystawić żadnego przedstawienia, ponieważ została zamknięta przez władze ze względów politycznych. 

W latach 1930–1935 Krzemiński był aktorem oraz asystentem reżysera w Teatrze im. Juliusza Słowackiego w Krakowie. Brał również udział w przedstawieniach satyrycznych oraz dla dzieci. W 1933 roku na krakowskich Błoniach wystawiono sztukę jego autorstwa pt. "Jan III pod Wiedniem". Po strajku w Sempericie w marcu 1936 roku, wraz z grupą lewicowych pisarzy, podpisał list protestacyjny przeciw działaniom prasy, wskutek czego znalazł się na "czarnej liście". W latach 1936–1939 pozostawał bez stałego angażu i utrzymywał się głównie z pracy literackiej. Zajmował się tłumaczeniem dramatów, tworzył słuchowiska radiowe oraz adaptacje dla scen dramatycznych i muzycznych, pisał także teksty estradowe oraz piosenki, m.in. dla kabaretów warszawskich. Współpracował także z teatrami TUR oraz grupą teatralną Cricot.
W latach II wojny światowej znalazł się w Rumunii, gdzie przebywał w obozach dla uchodźców w Bacău, Ocnele Mari, Băile Govora i Slatina-Olt. W Băile Govora był współzałożyciele polskiego gimnazjum, gdzie uczył literatury polskiej. Po likwidacji szkoły uczył języka angielskiego w ramach tajnych kompletów oraz pracował jako szewc. Natomiast podczas pobytu w Slatinie, w styczniu 1943 roku wystawił w tamtejszym Domu Polskim "Szopkę krakowską" własnego autorstwa.
Po zakończeniu wojny, we wrześniu 1945 roku powrócił do Polski. W latach 1945–1947 pracował jako aktor i reżyser w Teatrze Śląskim w Katowicach. Następnie przeniósł się do Krakowa, gdzie objął stanowisko reżysera w tamtejszych Teatrach Dramatycznych. W 1948 roku w Łodzi zdał egzamin reżyserski. W 1953 r. poparł działania stalinowskich władz PRL, podpisując Rezolucję Związku Literatów Polskich w Krakowie w sprawie procesu krakowski.
W 1954 roku przyczynił się do wyodrębnienia z Teatrów Dramatycznych samodzielnego zespołu Starego Teatru im. Heleny Modrzejewskiej (od kwietnia do września 1954 roku był jego dyrektorem i kierownikiem artystycznym). W kolejnych latach pozostał w Starym Teatrze jako reżyser, a w latach 1957-1963 - ponownie jako dyrektor i kierownik artystyczny. Po odwołaniu ze stanowiska, do końca życia pracował jako reżyser w Teatrze im. Juliusza Słowackiego. Gościnnie współpracował z Operą Krakowską oraz z warszawskimi Teatrami: Polskim i Dramatycznym. Zajmował się reżyserią radiową i telewizyjną (Teatr Telewizji) oraz tworzył adaptacje teatralne (m.in. operetki, musicale i wodewile).
Od 1949 roku zajmował się działalnością pedagogiczną, wykładając w Państwowej Wyższej Szkole Teatralnej w Krakowie grę aktorską, a następnie inscenizację i reżyserię. W 1956 otrzymał tytuł docenta, a w 1964 - profesora nadzwyczajnego uczelni. W latach 1957–1962 pełnił funkcję dziekana Wydziału Reżyserii PWST.
Był mężem aktorki Zofii Niwińskiej. Został pochowany na Cmentarzu Salwatorskim w Krakowie (sektor SC11-13-4).

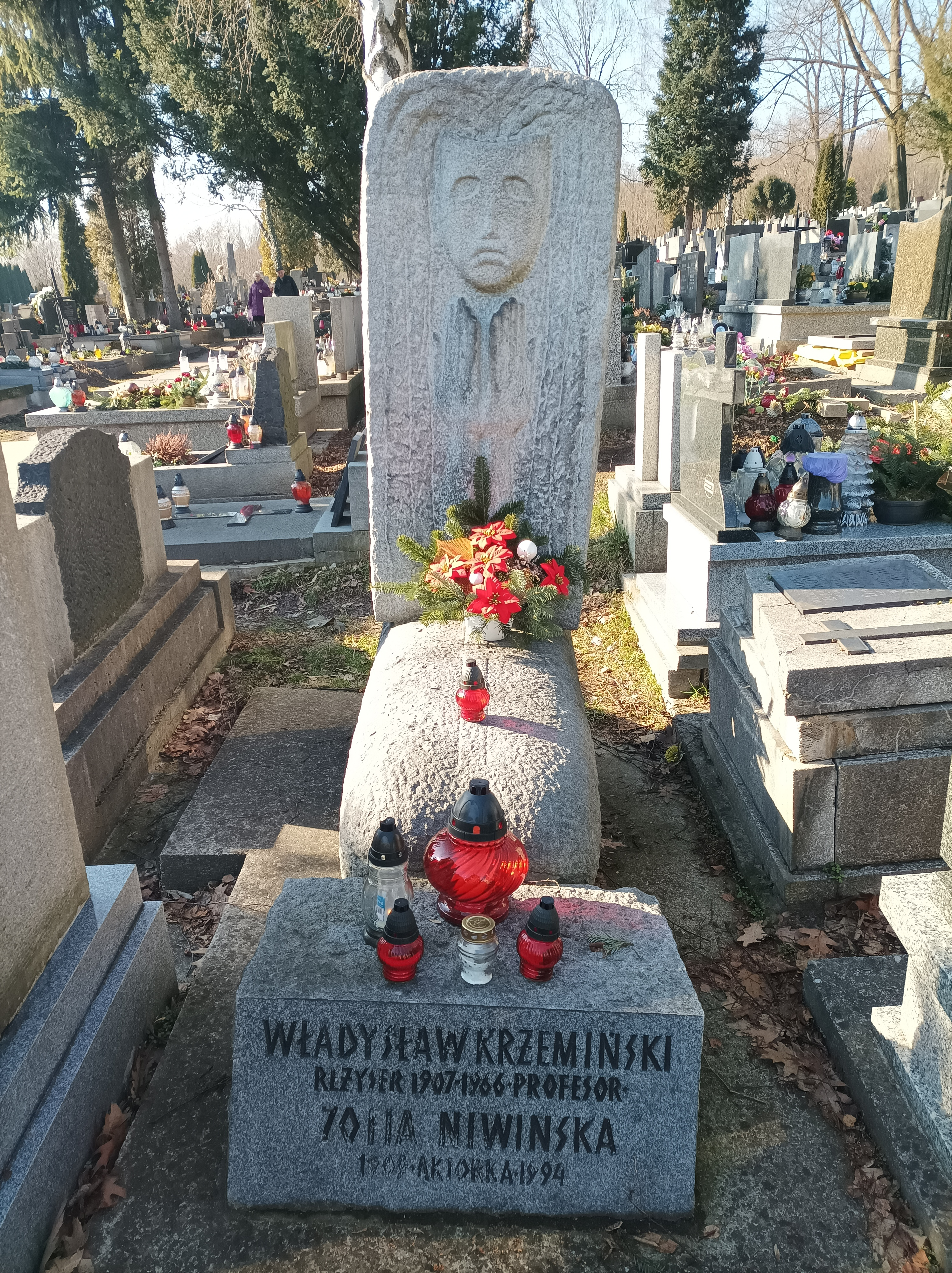
Grób Zofii Niwińskiej i Władysława Krzemińskiego na cmentarzu Salwatorskim w Krakowie

.

## Odznaczenia i nagrody
- 1953 - Nagroda Państwowa II stopnia (zespołowa) za reżyserię spektaklu Płody edukacji Lwa Tołstoja
- 1954 - Krzyż Kawalerski Orderu Odrodzenia Polski
- 1959 - Krzyż Oficerski Orderu Odrodzenia Polski
- 1964 - V Festiwal Polskich Sztuk Współczesnych we Wrocławiu –  nagroda za reżyserię przedstawienia Urząd Tadeusza Brezy
- 1964 - Festiwal Sztuk Rosyjskich i Radzieckich w Katowicach –  nagroda I stopnia za inscenizację sztuki Las Aleksandra Ostrowskiego
- 1965 - nagroda II stopnia Ministra Kultury i Sztuki za inscenizację i reżyserię sztuki Las Aleksandra Ostrowskiego

## Wybrane utwory sceniczne
- Jak w bajce (premiera 1946)
- Jeszcze są na świecie baśnie (premiera 1948)
- Romans z wodewilu, czyli Krowoderskie zuchy (premiera 1948)
- Złote niedole (premiera 1950)
- O księżniczce Bladoliczce i Kaziku ogrodniku (premiera 1975)